# Football Club Bulle
 (20 avril 2022).
Maillots
Actualités
Le FC Bulle est un club de football de la ville de Bulle en Suisse.
Il évolue en Promotion League.

## Histoire
- 1910 : fondation du club
- 1912 : Affiliation à l'ASF
- 1922 : acquisition du premier terrain aux Agges a Bulle
- 1949 : Déménagement au stade de Bouleyres

Historiquement, Le FC Bulle est le club de football du canton de Fribourg avec le plus de succès, après l'équipe de la capitale, le FC Fribourg. Pendant ses années glorieuses, le FC Bulle joua pendant 16 années en Ligue nationale B et pendant trois saisons (1981-1983 et 1992-1993) en Ligue nationale A. Le club est relégué en 2ème ligue interrégionale à l'issue de la saison 2010. Il retrouve la 1ère ligue à partir de la saison 2011 avant une nouvelle relégation après la saison 2013-2014. Apres 4 saisons en en 2ème ligue interrégionale le FC Bulle retrouve à nouveau la 1ère ligue pour la saison 2018-2019 et avec de l'ambition certaine l'équipe termine 9ème lors de cette première saison en 1ère ligue ensuite 3ème en 2019-2020 et 4ème l'année suivante.
Lors de la Saison 2021-2022, le FC Bulle atteint les finales de promotion en battant le FC Vevey Sport 1-0 à Vevey après 4 matchs sans victoire en championnat. Après 2 victoires au premier tour des finales de  promotions contre le FC Wohlen (4-1 à domicile et 2-0 à Wohlen), le FC Bulle affronte le FC Tuggen au 2e tour de ces finales. Après un match nul 0-0 sur la pelouse schwytzoise, Bulle s'impose 4-2 après prolongation à domicile accédant à la Promotion League devant près de 3 200 spectateurs au stade de Bouleyres.
Lors de la saison 2022-2023, le club se maintient en Promotion League en terminant à la 13e place.

## Rivalités
Le rival principal du FC Bulle est le FC La Tour/Le Pâquier, club du village voisin de La Tour-de-Trême (qui a fusionné en 2006 avec la commune de Bulle). Les deux équipes, situées en proximité, se battent pour le statut de numéro un à Bulle. En général, le FC Bulle est supérieur au FC La Tour/Le Pâquier, surtout à cause de son histoire, en particulier grâce à ses passages en LNA et LNB.
Pour les 15 dernières confrontations avec le FC La Tour/Le Pâquier, le FC Bulle a fêté neuf victoires, a concédé cinq défaites, alors qu’un match s'est terminé sur un nul. Une très forte rivalité a également lieu contre le FC Fribourg rival cantonal historique pendant de nombreuses années tant en ligue nationale que dans les ligues inférieures.

## Parcours
- 1910-1973 : ligues régionales
- 1973-1977 : 1re ligue
- 1977-1978 : Ligue nationale B
- 1978-1980 : 1re ligue
- 1980-1981 : Ligue nationale B
- 1981-1983 : Ligue nationale A
- 1983-1992 : Ligue nationale B
- 1992-1993 : Ligue nationale A
- 1993-1994 : Ligue nationale B
- 1994-2003 : 1re ligue
- 2003-2005 : Challenge League
- 2006-2010 : 1re ligue
- 2010-2011 : 2e ligue interrégionale
- 2011-2012 : 1re ligue
- 2012-2014 : 1re ligue classic
- 2014-2018 : 2e ligue interrégionale
- 2018-2022 : 1re ligue
- Depuis 2022 : Promotion League

## Anciens joueurs
- Guðgeir Leifsson
- Ernst Tippelt
- Jean-Claude Bruttin[2]
- Adrian Kunz
- Badile Lubamba
- Sébastien Barberis

## Entraîneurs du club
- 1949-1950 :  Georges Ruegg
- 1960-1963 :  Kurt Stern
- 1963-1965 :  Antoine Marbacher
- 1965-1966 :  Bill Grandjean
- 1966-1968 :  Lucien Raetzo
- 1968-1971 :  Kurt Stern
- 1971-1977 :  Jean-Claude Waeber
- 1977-1978 :  Alfons Edenhofer
- 1978-1982 :  Jean-Claude Waeber
- 1983-1983 :  Hans-Otto Peters
- 1984-1985 :  Roland Guillod
- 1985-1986 :  Jean-Francois Cotting
- 1986-1988 :  Claude "Didi" Andrey
- 1988-1990 :  Pierre Albert Chapuisat
- 1990-1993 :  Gilles Aubonney
- 1993-1996 :  Jean-Claude Waeber
- 1997-2002 :  Francis Sampedro
- 2002-2004 :  Steve Guillod
- 2004-2005 :  Jochen Dries
- 2005-2006 :  Michel Sauthier
- 2006-2009 :  Steve Guillod
- 2009-2009 :  Jacques Descloux
- 2009-2010 :  Stéphane Henchoz
- 2010-2011 :  Claude Monney
- 2011-2012 :  Béla Bodonyi puis  Paolo Martelli
- 2012-2013 :  Paolo Martelli puis  Daniel Monney
- 2013-2014 :  Hervé Bochud
- 2014-2017 :  Duilio Servadio
- 2017-2019 :  Cédric Mora
- 2019-2020 :  Pierre-Alain Suard
- 2020-2023 :  Lucien Dénervaud
- 2023-2024 :   Cedric Strahm[3]
- Depuis 2024 :   Brian Weber[4]